# Punkt główny układu optycznego
Punkt główny układu optycznego – punkt, względem którego wyznaczana jest odległość ogniskowa układu optycznego. Soczewki grube oraz bardziej skomplikowane układy optyczne mają dwa punkty główne: punkt główny obrazowy oraz punkt główny przedmiotowy. W przypadku soczewek cienkich oba te punkty pokrywają się.

G_{1} – punkt główny przedmiotowy, G_{2} – punkt główny obrazowy, L_{1} – płaszczyzna główna przedmiotowa, L_{2} – płaszczyzna główna obrazowa. O – oś optyczna, F_{1} – ognisko przedmiotowe, F_{2} – ognisko obrazowe.

Położenie punktu głównego obrazowego wyznacza się w ten sposób, że znajduje się punkt P2, będący punktem przecięcia przedłużeń promienia równoległego do osi optycznej oraz przekształconego przez układ i przechodzącego przez punkt F2. Płaszczyzna L2 prostopadła do osi optycznej układu, przechodząca przez P2 stanowi płaszczyznę główną obrazową. Punkt G2 leżący na przecięciu tej płaszczyzny z osią optyczną stanowi szukany punkt główny.
Analogicznie punkt główny przedmiotowy wyznacza się określając położenie punktu P1, na przecięciu przedłużeń promienia wychodzącego z ogniska F1 oraz promienia równoległego do osi optycznej, będącego przekształceniem przez układ optyczny wspomnianego wcześniej promienia. Płaszczyzna L1 prostopadła do osi optycznej układu, przechodząca przez P1 stanowi płaszczyznę główną przedmiotową. Punkt G1 leżący na przecięciu tej płaszczyzny z osią optyczną stanowi szukany punkt główny.
Odległość przedmiotu od układu optycznego określa się jako jego odległość od punktu głównego przedmiotowego, a odległość obrazu od tego układu jako odległość od punktu głównego obrazowego.